# Catharine Parr Traill
Catharine Parr Traill, născută Strickland (9 ianuarie 1802 – 29 august 1899) a fost o scriitoare canadiană de origine britanică ce a scris despre experiența sa de colonist în Canada. Este sora mai mare a scriitoarei Susanna Moodie.